# Stegodyphus lineatus
Stegodyphus lineatus là loài châu Âu duy nhất của chi nhện Stegodyphus.

## Mô tả
Con đực dài đến 12 mm, con cái dài đến 15 mm. Màu sắc từ màu cam đến hơn trắng và gần như đen. Trong phần lớn các cá thể, opisthosoma hơi trắng với hai sọc dọc đen. Con cái và con đực trông giống nhau nhưng thường thì con đực có độ tương phản lớn hơn và có trán phình ra như củ hành. Tên gọi đề cập đến các sọc đen trên lưng loài nhện này (không phải cá thể nào cũng có).